# Jasmina Šuler-Galos
Lektorica slovenskega jezika na oddelku za slovenistiko na Inštitutu za zahodno in južno slavistiko Univerze v Varšavi. Zanima se predvsem za sodobni slovenski roman. Končala je študij slovenistike in rusistike na Filozofski fakulteti Univerze v Ljubljani, kjer je leta 1984 diplomirala z delom Filozofija muzikalne besede pri ruskih simbolistih in Ivanu Cankarju pod mentorstvom Franca Zadravca. Leta 2010 je doktorirala pod mentorstvom Nikolaja Ježa in Alojzije Zupan Sosič z disertacijo Poljski in slovenski roman po letu 1989: Uvajanje novega slovarja in ustvarjanje novih svetov. Ukvarja se tudi z zgodovino idej v Srednji Evropi in na Balkanu. Sodeluje pri projektu Poljske akademije znanosti Potujoče ideje na slovanskem Balkanu (18.–20. stoletje).

### Članki
- Posebnosti poučevanja slovenščine na univerzah v tujini, Center za slovenščino kot drugi/tuji jezik, Scripta 4, Ljubljana 2000.
- Neznani modernizem, »Jezik in slovstvo«, 2/2002, Slavistično društvo Slovenije, Ljubljana 2002.
- Sodobni poljski roman, w: Olga Tokarczuk, Pravek in drugi časi, Študentska založba Litera, Maribor 2005.
- Mladi Hans, w: Paweł Huelle, Castorp, Študentska založba Litera, Maribor 2007.
- Pogovor v Tovarni muholovk, v: Andrzeh Bart, Tovarna muholovk, Študentska založba Litera, Maribor 2008.
- Neznani modernizem, Slavistično društvo Slovenije, 2009.
- Noc w Lublanie (v soavtorstvu), Wydawnictwo Międzymorze, 2009.
- Ciganska usoda v dveh delih Ferija Lainščka, zbornik Obdobja 29, Univerza v Ljubljani, Ljubljana 2010.
- Przesunięcia międzytekstowe i międzykulturowe w tłumaczeniu. Współczesna proza polska w języku słoweńskim, w: Przekłady Literatur Słowiańskich 2. Wydawnictwo Uniwersytetu Śląskiego, Katowice 2011.
- Neue Slowenische Kunst jako projekt polityczny, w: Komunizm na peryferiach. Rubieże ideologii i rzeczywistości społecznej, red. M. Bogusławska, Z. Grębecka, Warszawa – Kraków 2013.
- T. Jugovič, M. Gojkošek, J. Šuler Galos, Študij slovenščine na Poljskem z vidika študentov, w: Seminar slovenskega jezika, literature in kulture 50, Znanstvena založba Filozofske fakultete, Ljubljana 2014.
- Zgodovina v eseju in zgodovina v romanu Draga Jančarja, Czytać, wędrować, być: tom dedykowany Profesorowi Zdzisławowi Daraszowi, 2015, 85–97.
- "Povrat h krščanskemu mišljenju in življenju": cilji in metode Krekovega krščansko socialnega gibanja, Slavia Meridionalis, 17 (2017), 1–18.
- O rodowodzie słoweńskiego socjalnego realizmu, Fabryka Słowian: modernizacje, 2017, 142–176.
- Podoba Srednje Evrope v izbranih poljskih romanih, Sedemdeset let poučevanja poljskega jezika v Ljubljani: posvečeno Nikolaju Ježu, 2018, 95–105.

### Prevodi
- Zbigniew Herbert, Barbarzyńca w ogrodzie, Beletrina, Ljubljana 2003(razem z Janą Unuk).
- Olga Tokarczuk, Pravek in drugi časi, Študentska založba Litera, Maribor 2005
- Paweł Huelle, Castorp, Študentska založba Litera, Maribor 2007.
- Andrzej Bart, Tovarna muholovk, Študentska založba Litera, Maribor 2008.